# マー・ワラー・アンナフル

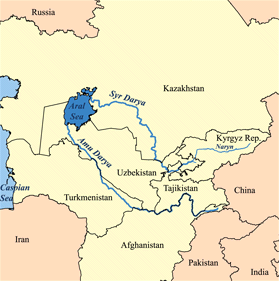
かつてのアラル海へ流れ込むアム川（南より）とシル川（東より）

マー・ワラー・アンナフル（アラビア語: ما وراء النهر、アラビア語ラテン翻字: Mā-warā' an-Nahr）またはトランスオクシアナ（英語: Transoxiana/Transoxania）とは、中央アジア南部のオアシス地域の歴史的呼称である。
アラビア語で「川の向うの土地」を意味する言葉で字義通りにはアム川北岸の地域を指し、ギリシア語やラテン語で書かれたヨーロッパの史料に見られる「トランスオクシアナ（Transoxiana、オクサス川（アム川）より向こうの地）」と同じ意味を持つ。日本では、英語読みの「トランスオキジアナ」と表記されることもある。実際にはアム川とシル川の間の地域を指す言葉として使われ、その領域には、今日のウズベキスタンとタジキスタン、それにカザフスタンの南部とクルグズスタンの一部が含まれている。北はカザフステップ、西にカスピ海、南東に天山山脈とパミール高原が位置し、西南にキジルクム砂漠とカラクム砂漠が広がる。北から南、西から東へ向かうにつれて海抜高度が上がり、一年を通じて乾燥した気候にあり、気温の年較差は大きい。

トランスオクサニアと中央アジアの大ホラーサン州とホラズム州の近隣地域

「マー・ワラー・アンナフル」と呼ばれる地域は、イスラーム以前のサーサーン朝がアケメネス朝の行政単位をそのまま用いてソグディアナと呼んでいた領域とほぼ重なる。また、サマルカンドやブハラなどのマー・ワラー・アンナフル南部の地域はかつてのソグディアナの名称がそのまま残り、特に「スグド地方（ بلاد سغد bilād-i Sughd）」とも呼ばれ、現在のタジキスタンのソグド州に名称が受け継がれている。
「マー・ワラー・アンナフル」は主としてイスラーム化後の時代を指して使用される語であり、イラン（イーラーン）と対峙する地域であるトゥーラーン（ توران Tūrān）と呼ばれた地域とほぼ同一である。ティムール朝の時代にはマー・ワラー・アンナフルとトゥーラーンの呼称が併用され、トゥーラーンはアム川からホータンの境界に至る広範な地域を指し示していた。
7世紀以降、アラビア語、ペルシア語の地理書などでは、マー・ワラー・アンナフルの領域はおおよそアム川（ジャイフーン川）を西境とし、東はシル川（サイフーン川）までの地域を指す場合が多かった。マー・ワラー・アンナフルの北限は不明確であり、イスラーム時代の初期にはアラブの征服地の範囲とほぼ一致し、15世紀のティムール朝の歴史家ハーフィズ・アブルーはシル川より北の地域をマー・ワラー・アンナフルに含めていた。テュルク（トルコ）系民族の諸勢力が多いシル川よりも北の地域は「トルキスタン」と呼ばれ、10世紀末からマー・ワラー・アンナフルのテュルク化が進行すると、シル川以北の地域と同じようにトルキスタンと呼ばれるようになる。シル川以北の「東トルキスタン」に対して、この地域は「西トルキスタン」と呼称されることもある。トルキスタンの地名が広まった後、「マー・ワラー・アンナフル」の呼称は雅称としても使われるようになる。

## 古代
ザラフシャン川やカシュカ川、アム川に流入する支流の流域ではオアシスが形成され、農業が営まれていた。アム川やシル川、ザラフシャン川などの河川の流域にサマルカンドやブハラなどに代表される都市や村落群と耕地が開発され、定住地域の周辺に広がる草原や砂漠には遊牧民が闊歩する地であった。また中国内地とを結ぶシルクロードが発達し、テュルク系民族やソグド人などが交易などを通じて東西を結んだ。
紀元前6世紀にトランスオクシアナはアケメネス朝のキュロス2世によって征服され、ソグド州に区画される。アケメネス朝期のソグド州でどのような統治が敷かれたかは明らかになっていないが、アラム語・アラム文字が導入され、アラム文字はソグド文字の原型となったと考えられている。アケメネス朝を滅ぼしたマケドニア王国のアレクサンドロス3世に対してトランスオクシアナの住民は一度は降伏するも反乱を起こし、紀元前329年から紀元前327年までの間およそ50,000のマケドニア兵が反乱の鎮圧に動員された。アレクサンドロス3世による征服の後、ヘレニズム文化がトランスオクシアナにもたらされる。
アレクサンドロス3世の死後、トランスオクシアナはセレウコス朝、バクトリア王国の支配下に入り、バクトリアの貨幣を模した貨幣が鋳造されはじめる。紀元前2世紀にバクトリア王国が大月氏によって滅ぼされた頃、トランスオクシアナは遊牧民族の康居によって支配されていたと言われている。トランスオクシアナと中国を結ぶ交易路は大月氏や匈奴などのタリム盆地に勢力を有する遊牧勢力に阻まれていたが、前漢の武帝によるフェルガナ（大宛）遠征の結果、紀元前2世紀から交易が開始される。トハーリスターンに建国されたクシャーナ朝はトランスオクシアナを支配下に置き、クシャーナ朝が衰退した後のトランスオクシアナにはオアシス都市の連合国家が成立する。5世紀半ばにトランスオクシアナを含むパミール高原以西のオアシス地帯は、遊牧民族のエフタルの支配下に入る。

## ソグド人の活躍

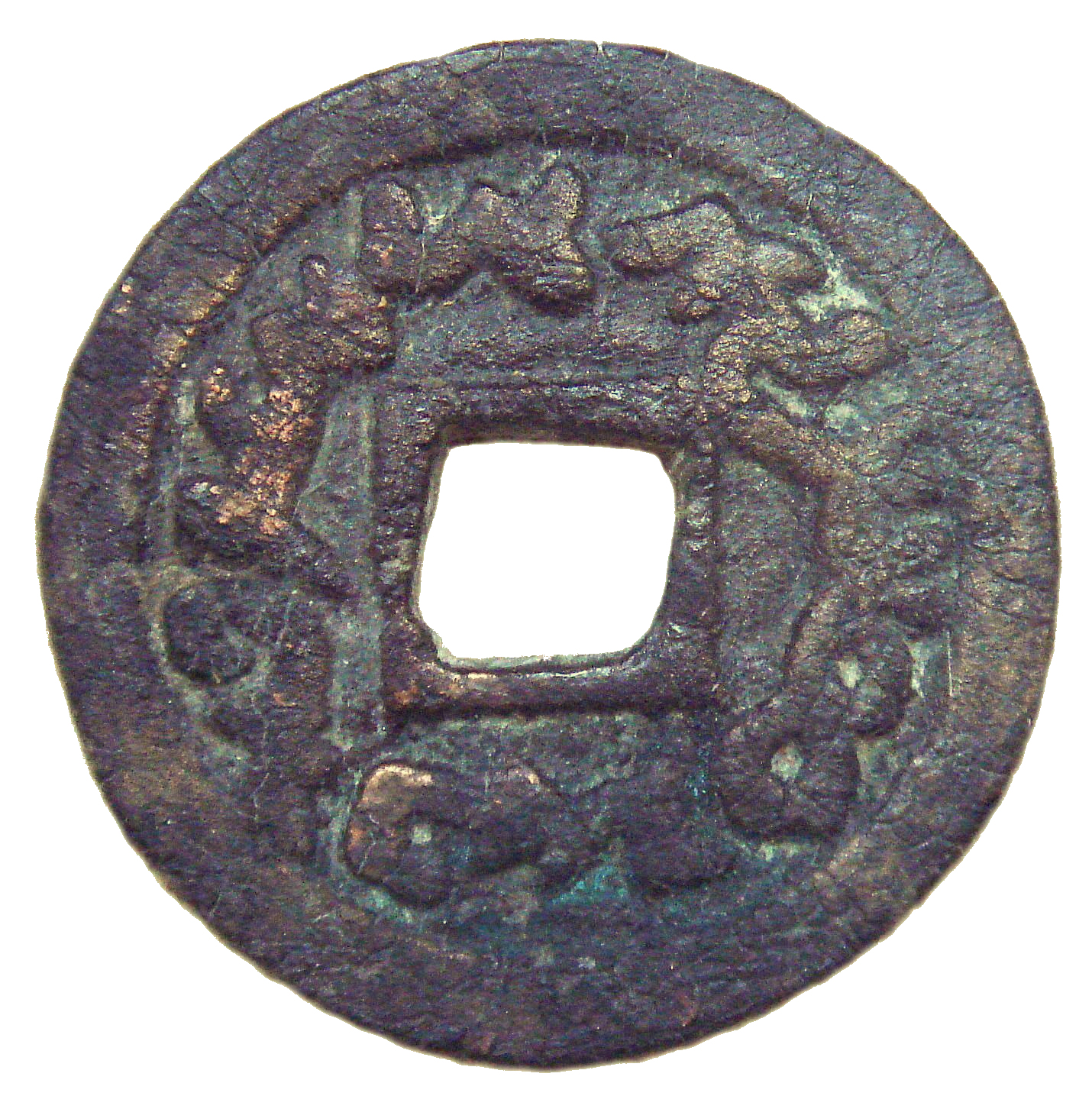
ソグディアナで鋳造されたpny

イスラーム化前のトランスオクシアナはイラン系のソグド人の根拠地であり、「ソグディアナ」と呼ばれていた。ソグディアナは中央アジアの肥沃な地域の一つに数えられ、中心地であるサマルカンドに居住するソグド人はザラフシャン川の水を利用して農業を発達させた。ソグディアナはペルシア文化圏に属し、イランのサーサーン朝からの影響を強く受けていた。オアシス都市は城砦（quhandiz）と市街地（shahristān）から成り立ち、規模の大きいオアシスは市街地の外に広がる郊外（rabad）を有していた。それらのオアシス都市は周辺の村落や農地とともに一人の領主によって支配され、中国の史料にはソグディアナに存在していた康国（サマルカンド）、安国（中安国。ブハラ）などの都市国家が挙げられている
7世紀後半までの約2世紀の間、ソグディアナはテュルク系の遊牧民族突厥の支配下に置かれていた。木汗可汗の指導下でエフタルを破った突厥はソグディアナを征服し、583年に東西に分裂した突厥のうち、西突厥はソグディアナを支配下に置いた。ソグド人は遊牧勢力の支配下で商業活動に従事し、河西回廊から東トルキスタン、セミレチエからソグディアナにはソグド人の植民都市が作られた。ソグド人の商業活動によって中央アジアの珍品が中国にもたらされ、中国の諸王朝は西方との国交を樹立するために盛んに使者を送った。
ソグディアナでは手工業が盛んで、綿織物、絹織物、銀器などが生産されていた。

## イスラーム勢力の進出とテュルク化
8世紀初頭のウマイヤ朝の将軍クタイバ・イブン・ムスリムの征服後にマー・ワラー・アンナフルのイスラーム化が本格的に進展し、イスラーム化と並行して近世ペルシア語が広まっていった。この地域は13世紀にモンゴル人に侵されるまでイスラム文化の一中心地であり続ける。
651年にサーサーン朝を滅ぼしたアラブ人の軍隊は653年にホラーサーン地方を征服し、654年に初めてマー・ワラー・アンナフルに現れる。略奪、貢納の徴収を目的とするアラブ人の侵入が繰り返された後、705年からクタイバによって実施された中央アジア征服をきっかけに、マー・ワラー・アンナフルのアラブ支配・イスラーム化が始まった。クタイバによってブハラ、サマルカンドなどの都市にモスク（寺院）が建立され、遠征に従軍したアラブ兵の移住と征服地の住民のイスラームへの改宗が推進されたといわれている。クタイバの死後、715年から737年までの間、マー・ワラー・アンナフルは突騎施によって占領される。マー・ワラー・アンナフルの支配権を巡って毎年のように続くウマイヤ軍とソグド諸国・突騎施連合軍の戦争から逃れるため、多くのソグド人が東方に避難した。739年にウマイヤ朝のホラーサーン総督ナスル・イブン・サイヤールはシル川の河畔で突騎施の指導者莫賀達汗を捕らえ、ソグド諸国と和平を締結し、マー・ワラー・アンナフルの奪回に成功した。
ウマイヤ朝のカリフ・ヒシャームの治世にソグド人の反乱が鎮圧され、アラブのマー・ワラー・アンナフル支配は確固たるものになる。そして、751年にアッバース朝がタラス河畔の戦いで高仙芝の率いる唐軍に勝利を収め、中央アジアにおける唐の勢力は大きく後退した。アッバース朝のカリフ・マアムーンの奪権に貢献したサーマーン朝は、マアムーンの委任を受けてマー・ワラー・アンナフルからホラーサーンにまたがる領域を支配した。サーマーン朝の元では、イラン文化の復興が推進される。
サーマーン朝は東方から進出してきたテュルク系のカラハン朝に滅ぼされ、サマルカンドやブハラはカラハン朝の王族たちによって統治された。10世紀末から11世紀にかけてカザフスタンからシル川までの地域に居住していたテュルク系遊牧民族のオグズがシル川を越えて南下し、テュルク系民族の移動はマー・ワラー・アンナフルでの「トルキスタン」成立の契機となる。パミール高原西部のテュルク化はすでに6世紀後半の西突厥の時代から始まっており、8世紀初頭のムグ文書にはテュルクの言葉に由来する定住民の人名や地名が確認できる。カラハン朝の時代からマー・ワラー・アンナフルは天山ウイグル王国が支配する「東トルキスタン」に対する「西トルキスタン」と化し、支配者の言語としてテュルク諸語が浸透していった。イランに移動したオグズの一団がセルジューク朝を建国した後、マー・ワラー・アンナフルはテュルク・イスラム圏の東方地域を形成していた。ティムールが台頭する14世紀までに、この地域のテュルク化はほぼ完了していたとされている。
カラハン朝は13世紀初頭、ホラズム・シャー朝のアラーウッディーン・ムハンマドによって滅ぼされ、サマルカンドは一時ホラズム・シャー朝の首都になった。しかし、程なく1219年、モンゴル高原から勃興したチンギス・カン率いるモンゴル帝国によってマー・ワラー・アンナフル全域は侵攻を受け、サマルカンドやブハラなどの諸都市はモンゴル帝国軍の攻撃によって破壊され、あるいは降伏後に城壁が破却されるなどした。モンゴルの侵入はマー・ワラー・アンナフルの経済に多大な打撃を与え、後述するティムール朝の時代に入ってかつての繁栄を回復する。

## モンゴル帝国時代
ホラズム・シャー朝滅亡後は各都市にダルガチ（行政総督）が置かれてモンゴル帝国の行政区に組み込まれた。1222年秋にチンギス・カンは契丹人の耶律阿海親子をマー・ワラー・アンナフル総督に任じ、阿海と各都市に派遣されたムスリム官僚は荒廃したマー・ワラー・アンナフルの復興に着手した。チンギス・カンの跡を継いだオゴデイ・ハーンの時代、中央アジアはオゴデイの兄チャガタイの私領に定められ、ダルガチに就任したマフムード・ヤラワチとその息子で父の後任となったマスウード・ベクの親子の元で中央アジアの諸都市は著しい回復を見せる。
1259年のモンケ・ハーンの死後、中央アジアではオゴデイ家のカイドゥやチャガタイ家のバラクが台頭した。モンゴル帝国の中央アジアの財務当局はこれら王族同士の紛争によって、当時中央アジアで最も勢力が大きかったカイドゥの支配に吸収されてしまった。1301年のカイドゥの死後はチャガタイ家のドゥアが東はイリ地方一帯からマー・ワラー・アンナフル全域まで支配した。1320年頃にチャガタイ・ハン国の当主に即位したケベクは定住民との関係を重視し、マー・ワラー・アンナフルに居住するモンゴル人は都市生活とイスラーム文化に適応していった。都市生活に馴染んだマー・ワラー・アンナフルのモンゴル人と伝統的な遊牧生活を固守するハン国東部のモンゴル人の対立が深まり、1340年代にチャガタイ・ハン国は東西に分裂する。
1358年に西チャガタイ・ハン国の有力者カザガンが暗殺された後、西チャガタイ・ハン国の各地で有力アミール（貴族）が割拠する状態に陥る。モグーリスタン・ハン国（東チャガタイ・ハン国）の君主トゥグルク・ティムールは混乱するマー・ワラー・アンナフルに侵入し、1361年に一時的にチャガタイ・ハン国を再統一する。この過程の中でマー・ワラー・アンナフル内部を根拠地とするチャガタイ家のアミール層の中からバルラス部族のティムールが頭角を現し、モグーリスタンを根拠地とする他のドゥア裔のチャガタイ家の王族たちと支配地域を分けるようになる。

## ティムール朝時代
マー・ワラー・アンナフルで生まれ育ったティムールはこの地を本拠地とし、サマルカンドや自分の故郷であるケシュ（シャフリサブズ）を都とした。マー・ワラー・アンナフルを中心に権力を拡大するにつれて、イランやアフガニスタン、インド、ジョチ・ウルスの諸勢力が抗争を繰り返すキプチャク草原へも遠征した。一方で、ティムールはヤシ（テュルキスタン）のホージャ・アフマド・ヤサヴィー廟など、巨大なモスクやマドラサ、宮殿、庭園、中央アジア各地の聖者廟や自らを含むティムール一門の廟墓など、現在にも残る巨大な建造物群の建設・増築を各地で進めた。モンゴルでありかつムスリムであるといういわゆる「チャガタイ人」と言う意識が、マー・ワラー・アンナフルのチャガタイ・ウルス系のアミール層に形成され、ティムール朝時代には『集史』再編纂やチャガタイ王侯貴族の間にもペルシア語文芸の愛好のみならず、自らの母語であるチャガタイ・トルコ語の文芸運動などの文化活動も新たに盛んになった。
ティムール死後の後継者争いを制して王位に就いたシャー・ルフはマー・ワラー・アンナフルの統治を長子のウルグ・ベクに委任し、自身は即位前からの領地であるホラーサーン地方のヘラートを本拠地とした。ウルグ・ベクはヘラートの宮廷からの干渉をほとんど受けることは無く自由に政務を執り、内政・外政・学芸の保護に尽力する。1420年にサマルカンドに天文台が建設され、ウルグ・ベク時代のサマルカンドはイスラーム法に基づく厳格な統治が敷かれていたヘラートとは対照的に、ティムールの時代と同じように自由な空気が流れていた。シャー・ルフの死後の王位を巡る混乱でティムール朝の領土は分裂し、アブー・サイードの子孫が支配するマー・ワラー・アンナフルの政権とフサイン・バイカラが支配するホラーサーンの政権が並立する。アブー・サイード政権のマー・ワラー・アンナフルではスーフィー（イスラームの聖者）のホージャ・アフラールが指導するナクシュバンディー教団が強い影響力を持ち、ホージャ・アフラールの後継者は強大な政治力と経済力を相続した。

## シャイバーニー朝以降（ウズベク系王朝時代）
遊牧民族のウズベク国家であるシャイバーニー朝（ブハラ・ハン国）は1500年にサマルカンド、1507年にヘラートを占領し、ティムール朝は滅亡する。ムハンマド・シャイバーニー・ハンを始祖とするシャイバーニー朝は、ティムール朝で活発化したペルシア語、チャガタイ・トルコ語による文芸運動を積極的に吸収、継承した。首都となったサマルカンドやブハラはその発信地として繁栄し、その影響はモグーリスターン・ハン国にまで直接及び、現在の新疆ウイグル自治区の文化的な基盤を形成している。ブハラ・ハン国やヒヴァ・ハン国などのテュルク系遊牧民のウズベク国家が建設されたためにテュルク化がより進展し、かつてシル川以北の地域を指して使われた「トルキスタン（テュルクの住む場所）」が、シル川・アム川の間の地域も含むようになった。「マー・ワラー・アンナフル」の語は地名として定着しており、ウズベク国家の成立後も史料では「マー・ワラー・アンナフル」が使われ続けられた。
16世紀末にシャイバーニー朝が断絶した後はアストラハン・ハン国のジャーン朝がブハラを首都として支配する。しかし、イランに成立した諸王朝との抗争のため、マー・ワラー・アンナフルの経済力の回復は難しかった。18世紀初頭に成立したコーカンド・ハン国は清、ロシア帝国との交易で大きな利益を上げたが、19世紀に入るとウズベク系の三ハン国はロシア帝国の干渉を受けるようになる。1868年にブハラ・ハン国、1873年にヒヴァ・ハン国がロシアの支配を受け入れ、1876年にコーカンド・ハン国が征服される。1867年にマー・ワラー・アンナフルはロシアによって設置されたトルキスタン総督府の管轄化に置かれ、ロシア帝国の保護下に置かれながらも、1920年にブハラのマンギト朝の君主アーリム・ハーン、ヒヴァのイナク朝の君主サイード・アブドゥッラーがソビエト連邦によって追放されるまで、マー・ワラー・アンナフルにはモンゴル系の政権が存続した。ロシア革命後の1924年に中央アジアで実施された民族・共和国境界画定によってマーワラー・アンナフルは各共和国に区画される。